# Карлино
Карлѝно (на италиански: Carlino; на фриулски: Cjarlins, Чарлинс) е малко градче и община в Северна Италия, провинция Удине, автономен регион Фриули-Венеция Джулия. Разположено е на 5 m надморска височина. Населението на общината е 2805 души (към 2010 г.).